# Bela Lugosi's Dead
"Bela Lugosi's Dead" é uma canção escrita pela banda pós-punk inglesa Bauhaus. A canção foi o primeiro single da banda lançado em 6 de agosto de 1979.
É frequentemente considerado o primeiro registro de rock gótico lançado. Ele não entrou nas paradas pop britânicas naquela época. O lado-b do single inclui a música "Boys" e algumas versões também incluem uma gravação demo do que seria seu próximo single, "Dark Entries". Foi lançado em CD em 1988 e foi compilado no álbum de 1998, Crackle - The Best Of Bauhaus. A arte original da capa foi tirada do filme The Sorrows of Satan.

## Descrição
A música tem mais de nove minutos de duração e foi gravado "ao vivo no estúdio", em um take único. David J, baixista da banda, afirma em seu site ter escrito a letra. O vocal não é iniciado (na versão de estúdio) até vários minutos de música. O dub de influência do som da guitarra foi conseguido usando acordes parciais com pestana e deixando o E de cima e as cordas B abertas. O título faz referência a estrela do cinema de terror Béla Lugosi (1882-1956), que fez muito para criar a imagem do vampiro moderno como o personagem-título do filme de 1931: Drácula.

## Sessão de Gravação
"Bela Lugosi's Dead" foi gravado durante uma sessão de seis horas no Beck Studios em Wellingborough, em 26 de janeiro de 1979. Mais quatro canções foram gravadas ("Boys", "Harry", "Dark Entries" e a inédita "Some Faces"), mas não foram utilizados; apenas "Harry" surgiu em 1982 como um single lado-B de "Kick In The Eye". A canção "Boys" foi regravada no Beck Studios, na Primavera de 1979.

## Legado
"Bela Lugosi’s Dead" é amplamente estabelecido pelos historiadores góticos como o primeiro registro verdadeiro do gênero. Para efeito de comparação, ícones góticos como The Cure e Siouxsie and the Banshees certamente estavam lançando discos ao mesmo tempo em que Bauhaus lançou seu single de estreia, mas as bandas mencionadas não se tornaram totalmente góticas até 1980-81. A música também precede todas as primeiras obras-primas do rock alternativo reconhecidas.  –"Bela Lugosi's Dead": 30 Anos de Gótico, Tristeza e Pós-Punk, PopMatters, outubro de 2009.
"Bela Lugosi's Dead" é considerado o precursor do rock gótico (gothic rock) e tem sido imensamente influente na subcultura gótica contemporânea. Em um artigo do The Guardian intitulado "Bauhaus invent goth", o jornal classificou a música número 19 em sua lista dos 50 principais eventos da história da música, afirmando:
O single de estreia da banda de Northampton parecia um modelo improvável para outras bandas seguirem: uma sombria linha de baixo descendente repetindo-se por quase 10 minutos, com um padrão de bateria e uma preponderância de efeitos de eco evidentemente derivados do dub, encimado por ruído de guitarra irregularmente abstrato. “Bela Lugosi's Dead” teria sido apenas mais uma experimentação pós-punk se não fosse pela letra, que mostrava o funeral da estrela de Drácula, com morcegos voando e noivas virgens marchando em frente ao seu caixão. O efeito foi tão irresistivelmente teatral que dezenas de bandas se formaram em seu rastro. Tantos, de fato, que o gótico rapidamente se tornou um gênero musical muito codificado.
A música ficou em 60º lugar na lista da Rolling Stone: "Os 100 Maiores Singles de Estreia de Todos os Tempos".
A música foi apresentada em vários filmes e programas de TV, incluindo The Hunger, Smallville, The Curve, Good Luck Chuck, O Colecionador, Fringe , Supernatural e American Horror Story: Hotel. A música foi usada como música de introdução no final dos anos 1990 do Saturday Night Live, na esquete "Goth Talk", que contou com Chris Kattan e Molly Shannon como dois estudantes góticos do ensino médio.

## Lista de Faixas
1. "Bela Lugosi's Dead"
2. "Boys"
3. "Dark Entries" (demo)

## Membros da Banda
- Peter Murphy — vocais
- Daniel Ash — guitarra
- David J — baixo
- Kevin Haskins — bateria

## Informações de Impressão
A versão original de 12", foi em vinil branco e limitada a 5000 cópias. Vários relançamentos incluiram os seguintes:
- Vinil preto com capa em preto sobre branco
- Vinil azul com margem azul-branco
- Vinil transparente com capa marrom sobre branco
- Vinil verde com margem verde sobre branco
- Vinil rosa com margem rosa em branco
- Vinil vermelho com capa vermelha sobre branco
- O disco de imagem que brilha no escuro, com margem de plástico transparente